# 菊花石

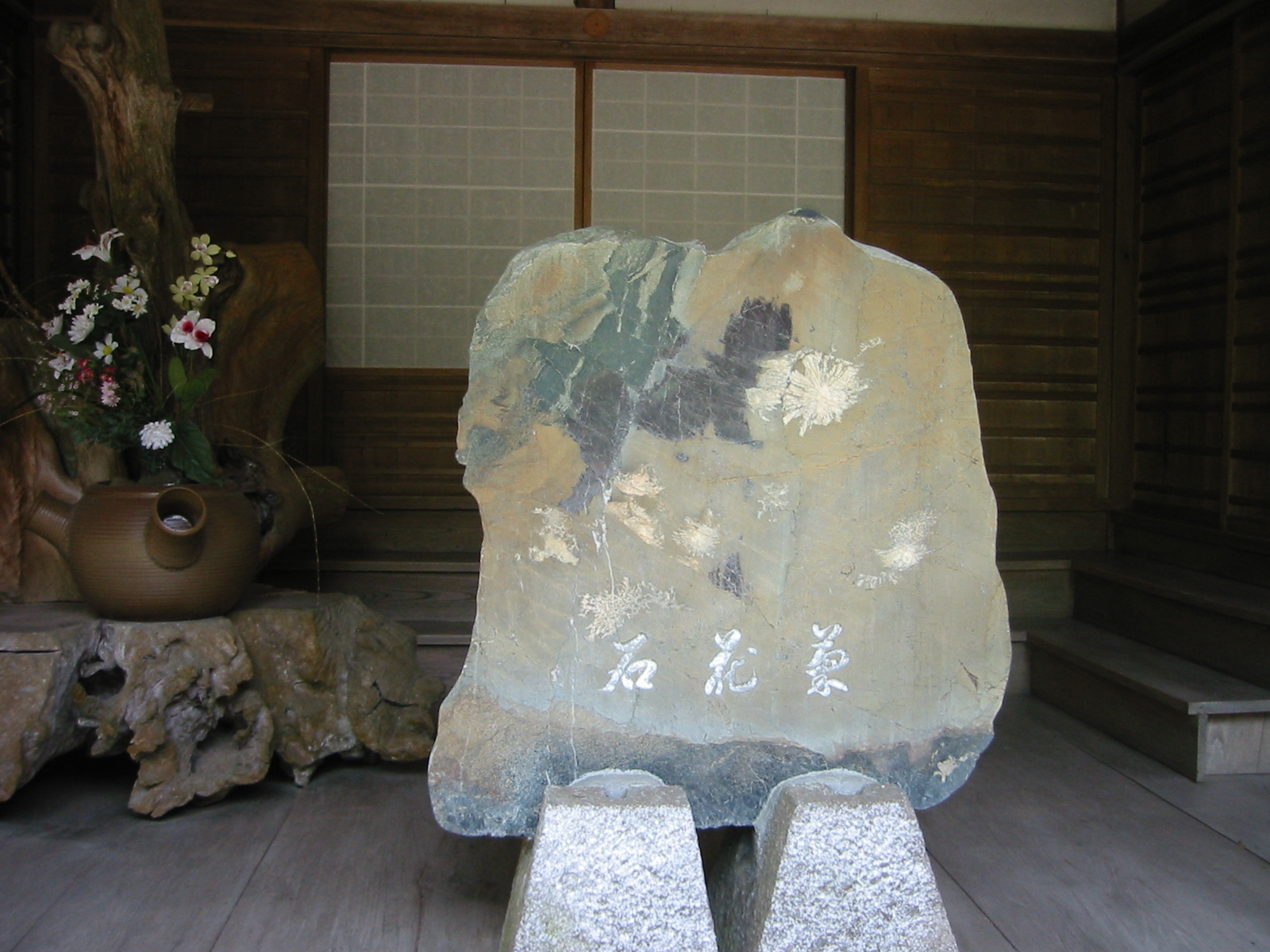
菊花石。

菊花石（きっかせき、chrysanthemum stone）は鑑賞石の一種で、中にキクの模様がある石である。その美しさから、鑑賞石の最高峰とも言われている。菊化石と間違えて表記される事がある。

## 菊花石の特徴
母岩は暗色の玄武岩が多い。母岩の色は赤みや青みを帯びた黒、緑、灰色、茶色等。母岩の中に放射状の模様があり、これがあたかもキクの花に見える。花の色は純白、青、紫、黄色等がある。花の大きさは直径数cm～20cmが多いが、小さいものは数mmのものから、大きなものでは1mという例もある。花の形も様々で、基本的には一点から放射状に線が走る模様だが、線の強さや色合いによっては本物の花弁のような風合いを呈するものや、蕾のように見えるものもある。

## 根尾谷の菊花石
菊花石の中でも、最高のものといわれているのが「根尾谷の菊花石」である。
地質学的にも重要な事から、菊花石の産地である岐阜県本巣市根尾松田字初鹿谷48-9・10の指定区域（根尾谷断層界隈。約1,430a）は、1941年（昭和16年）に国の天然記念物、1952年（昭和27年）に特別天然記念物に指定された。この区域での採取は厳しく禁止されている。
現在流通している菊花石は、特別天然記念物の指定前に採取されたもの、又は指定地域以外で採取されたものである。一部には、母岩に人工的に結晶を埋め込んで研磨した偽物も出回っているとされる。

## 成因
菊花石がどのようにしてできたのかについては、現在でも定説が無い。1941年に天然記念物に指定された当時も、様々な説が唱えられていた。代表的な説としては、
- 玄武岩の中に放射状の割れ目ができ、この中に方解石や玉髄等が入り、花の模様ができたもの、又は方解石が石英等に置き換わった
- 玄武岩の中にアラゴナイト（霰石）の結晶が放射状に現れ、アラゴナイトがやがて方解石、後に石英となった
- 炭酸カルシウムを含んだ火山泥流が海水で冷やされ、飽和状態となった炭酸カルシウムが結晶化した際、放射状の模様となった
- 火山泥流が炭酸を噴出した海底で冷やされ、炭酸と泥流が混じりあって出来た

等がある。一般には前者の2つの説が有力という。
菊に見える模様が方解石又は石英という事はほぼ間違いないが、母岩がチャートや石灰岩のものもあり、現時点ではこの説をそのまま当てはめられない状況である。